# Mike York
Pour les articles homonymes, voir York.
Michael York (né le 3 janvier 1978 à Waterford, dans l'État du Michigan aux États-Unis) est un joueur professionnel de hockey sur glace évoluant à la position de centre.

## Carrière
Réclamé au sixième tour par les Rangers de New York lors du repêchage de 1997 de la Ligue nationale de hockey alors qu'il évolue pour les Spartans de Michigan State, club universitaire de la Central Collegiate Hockey Association, division du championnat de la NCAA, Mike York poursuit avec ces derniers durant deux autres saisons. Après quatre saisons au niveau universitaire où il est nommé dans plusieurs équipes d'étoiles en plus de remporter le titre de joueur de l'année dans la CCHA en 1999 et de recevoir deux nominations au Trophée Hobey Baker remis au joueur universitaire par excellence aux États-Unis, il fut également appelé à représenter son pays à l'occasion de trois championnats mondiaux.
Devenant joueur professionnel au terme de la saison 1998-1999 en rejoignant le club affilié aux Rangers dans la Ligue américaine de hockey, le Wolf Pack de Hartford, York décroche dès la saison suivante un poste permanent en LNH et reste avec les Rangers pour les deux saisons qui suivent. En 2002, il prend part avec les États-Unis aux Jeux olympiques où il décroche la médaille d'argent.
Revenant par la suite à la LNH, il ne reste que quelques jours sous les couleurs des Rangers avant d'être échangé aux Oilers d'Edmonton avec qui il reste pour deux autres saisons. La LNH connaissant un lock-out qui paralyse ses activités lors de la saison 2004-2005, York s'entend alors pour un an avec les Iserlohn Roosters de la DEL en Allemagne. Il prend part également au championnat du monde de 2005.
De retour en LNH la saison suivante, il passe aux mains des Islanders de New York avant le début de la saison et le joueur de centre reste avec l'équipe durant une saison et demie avant d'être échangé à nouveau, cette fois aux Flyers de Philadelphie. Devenant agent libre à l'été 2007, il s'entend pour une saison avec les Coyotes de Phoenix avant de rejoindre pour une année les Blue Jackets de Columbus.
Il ne dispute cependant qu'une rencontre avec Columbus, évoluant la balance de la saison avec leur club affilié en LAH, le Crunch de Syracuse. À l'été 2009, il accepte un contrat de ligue mineure pour une saison avec les Americans de Rochester.

## Statistiques

### Statistiques en club
| Saison     | Équipe                     | Ligue      |     | Saison régulière | Saison régulière | Saison régulière | Saison régulière | Saison régulière |   | Séries éliminatoires | Séries éliminatoires | Séries éliminatoires | Séries éliminatoires | Séries éliminatoires |
| Saison     | Équipe                     | Ligue      | PJ  | B                | A                | Pts              | Pun              | PJ               | B | A                    | Pts                  | Pun                  |                      |                      |
| 1994-1995  | Islanders de Thornhill     | MTJHL      | 49  | 39               | 54               | 93               | 44               | 11               | 7 | 6                    | 13                   | 0                    |                      |                      |
| 1995-1996  | Spartans de Michigan State | CCHA       | 39  | 12               | 27               | 39               | 20               |                  |   |                      |                      |                      |                      |                      |
| 1996-1997  | Spartans de Michigan State | CCHA       | 37  | 18               | 29               | 47               | 42               |                  |   |                      |                      |                      |                      |                      |
| 1997-1998  | Spartans de Michigan State | CCHA       | 40  | 27               | 34               | 61               | 38               |                  |   |                      |                      |                      |                      |                      |
| 1998-1999  | Spartans de Michigan State | CCHA       | 42  | 22               | 32               | 54               | 41               |                  |   |                      |                      |                      |                      |                      |
| 1998-1999  | Wolf Pack de Hartford      | LAH        | 3   | 2                | 2                | 4                | 0                | 6                | 3 | 1                    | 4                    | 0                    |                      |                      |
| 1999-2000  | Rangers de New York        | LNH        | 82  | 26               | 24               | 50               | 18               |                  |   |                      |                      |                      |                      |                      |
| 2000-2001  | Rangers de New York        | LNH        | 79  | 14               | 17               | 31               | 20               |                  |   |                      |                      |                      |                      |                      |
| 2001-2002  | Rangers de New York        | LNH        | 69  | 18               | 39               | 57               | 16               |                  |   |                      |                      |                      |                      |                      |
| 2001-2002  | Oilers d'Edmonton          | LNH        | 12  | 2                | 2                | 4                | 0                |                  |   |                      |                      |                      |                      |                      |
| 2002-2003  | Oilers d'Edmonton          | LNH        | 71  | 22               | 29               | 51               | 10               | 6                | 0 | 2                    | 2                    | 2                    |                      |                      |
| 2003-2004  | Oilers d'Edmonton          | LNH        | 61  | 16               | 26               | 42               | 15               |                  |   |                      |                      |                      |                      |                      |
| 2004-2005  | Iserlohn Roosters          | DEL        | 52  | 16               | 46               | 62               | 77               |                  |   |                      |                      |                      |                      |                      |
| 2005-2006  | Islanders de New York      | LNH        | 75  | 13               | 39               | 52               | 30               |                  |   |                      |                      |                      |                      |                      |
| 2006-2007  | Islanders de New York      | LNH        | 32  | 6                | 7                | 13               | 14               |                  |   |                      |                      |                      |                      |                      |
| 2006-2007  | Flyers de Philadelphie     | LNH        | 34  | 4                | 4                | 8                | 8                |                  |   |                      |                      |                      |                      |                      |
| 2007-2008  | Coyotes de Phoenix         | LNH        | 63  | 6                | 8                | 14               | 4                |                  |   |                      |                      |                      |                      |                      |
| 2008-2009  | Blue Jackets de Columbus   | LNH        | 1   | 0                | 0                | 0                | 0                |                  |   |                      |                      |                      |                      |                      |
| 2008-2009  | Crunch de Syracuse         | LAH        | 75  | 11               | 47               | 58               | 30               |                  |   |                      |                      |                      |                      |                      |
| 2009-2010  | Americans de Rochester     | LAH        | 45  | 14               | 27               | 41               | 8                | 7                | 2 | 10                   | 12                   | 2                    |                      |                      |
| 2010-2011  | Pelicans Lahti             | SM-Liiga   | 52  | 4                | 23               | 27               | 18               | 4                | 2 | 5                    | 7                    | 0                    |                      |                      |
| 2011-2012  | Iserlohn Roosters          | DEL        | 47  | 15               | 18               | 33               | 54               |                  |   |                      |                      |                      |                      |                      |
| 2012-2013  | Iserlohn Roosters          | DEL        | 52  | 18               | 38               | 56               | 12               | -                | - | -                    | -                    | -                    |                      |                      |
| 2013-2014  | Iserlohn Roosters          | DEL        | 38  | 17               | 24               | 41               | 33               | -                | - | -                    | -                    | -                    |                      |                      |
| 2014-2015  | Iserlohn Roosters          | DEL        | 46  | 13               | 30               | 43               | 24               | 7                | 3 | 8                    | 11                   | 2                    |                      |                      |
| 2015-2016  | Iserlohn Roosters          | DEL        | 52  | 14               | 29               | 43               | 32               | 6                | 2 | 2                    | 4                    | 4                    |                      |                      |
| Totaux LNH | Totaux LNH                 | Totaux LNH | 579 | 127              | 195              | 322              | 135              | 6                | 0 | 2                    | 2                    | 2                    |                      |                      |

### Statistiques en équipe nationale
| Année | Équipe     | Évènement                   |   | PJ | B | A  | Pts | Pun               |  | Résultat |
| 1996  | États-Unis | Championnat du monde junior | 6 | 1  | 0 | 1  | 0   | 5e place          |  |          |
| 1997  | États-Unis | Championnat du monde junior | 6 | 5  | 5 | 10 | 4   | Médaille d'argent |  |          |
| 1998  | États-Unis | Championnat du monde junior | 7 | 3  | 2 | 5  | 6   | 5e place          |  |          |
| 2002  | États-Unis | Jeux olympiques             | 6 | 0  | 1 | 1  | 0   | Médaille d'argent |  |          |
| 2005  | États-Unis | Championnat du monde        | 7 | 0  | 1 | 1  | 0   | 6e place          |  |          |

## Honneurs et trophées
- MTJHL
  - Nommé dans l'équipe d'étoiles de la division Bauer en 1995.
  - Nommé recrue de l'année de la division Bauer en 1995.
- Central Collegiate Hockey Association
  - Nommé dans la deuxième équipe d'étoiles en 1998.
  - Nommé dans la première équipe d'étoiles en 1999.
  - Nommé joueur de l'année en 1999.
- Championnat de la NCAA
  - Nommé dans l'équipe d'étoiles de l'Ouest des États-Unis en 1998 et 1999.
  - Finaliste du Trophée Hobey Baker en 1998 et 1999.
- Ligue nationale de hockey
  - Nommé dans l'équipe d'étoiles des recrues en 2000.
  - Invité au Match des étoiles de la LNH en 2002

## Transactions en carrière
- Repêchage 1997 : réclamé par les Rangers de New York (6e choix de l'équipe, 136e au total).
- 19 mars 2002 : échangé par les Rangers avec leur choix de quatrième ronde au repêchage de 2002 (les Oilers sélectionnent avec ce choix Ivan Koltsov) aux Oilers d'Edmonton en retour de Tom Poti et Rem Murray.
- 25 février 2005 : signe à titre d'agent libre avec les Iserlohn Roosters de la DEL.
- 3 août 2005 : échangé par les Oilers avec leur choix de quatrième ronde (échangé ultérieurement à l'Avalanche du Colorado qui sélectionne avec ce choix Kevin Montgomery) aux Islanders de New York en retour de Michael Peca.
- 20 décembre 2006 : échangé par les Islanders aux Flyers de Philadelphie en retour de Randy Robitaille et le choix de cinquième ronde des Flyers au repêchage de 2008 (les Islanders sélectionnent avec ce choix Matthew Martin).
- 9 juillet 2007 : signe à titre d'agent libre avec les Coyotes de Phoenix.
- 25 juillet 2008 : signe à titre d'agent libre avec les Blue Jackets de Columbus.
- 20 août 2009 : signe à titre d'agent libre avec les Americans de Rochester de la LAH.